# Molí del Mig (Figaró-Montmany)
El molí del Mig, molí de Ca l'Antic o molí d'en Cortés és un edifici del municipi de Figaró-Montmany (Vallès Oriental) inclòs en l'Inventari del Patrimoni Arquitectònic de Catalunya.

## Descripció
El molí del Mig es troba a la banda est del carrer Major que és l'antic camí ral de Barcelona a Vic on també hi ha les escales per accedir a l'església de Sant Rafael del Figaró i al casal de Ca l'Antic (que data del segle xviii, igual que el molí). A la banda de migdia el molí està tocant uns bancals que actualment estan abandonats
El molí del Mig és de planta quadrangular (5 x 5 m). Al soterrani o planta baixa hi ha l'antic xaragall hi havia el rodet. A la primera planta, des d'on s'accedeix a l'interior hi havia les moles o obrador. Al segon pis, que fou afegit posteriorment, hi havia la casa del moliner i el magatzem de gra. La coberta és de teula àrab amb quatre vessants amb barbacanes d'obra a la contrateulada.
A la façana nord hi ha la porta principal en forma d'arc rebaixat i brancals de pedra roja que segueix una tipologia pròpia del segle xviii. També hi ha una petita finestra amb brancals i llinda de pedra roja que dona llum a la segona planta. La façana est està força degradada i ens permet veure els materials emprats còdols, fang i maons. No hi ha obertures. La façana sud presenta diferents obertures, en la primera planta i la segona. Que s'han anat obrint al llarg del temps. La façana oest és del primer terç del segle XX destaca el balcó.
Al darrere del molí antigament hi havia la bassa que acumulava l'aigua procedent del rec de Vallcàrquera i de la font de ca l'Antic. Un cop l'aigua havia fet anar les moles era expulsada pel xaragall a un canal de regadiu i s'aprofitava per regar els horts de la llera del riu Congost.

## Història
Per tal d'aprofitar la força de l'aigua del riu Congost i la riera de Vallcàrquera hi havia diferents molins al municipi de Figaró-Montmany documentats des de l'Edat Mitjana. A banda del molí del mig, hi havia el molí de Dalt o de can Xicola a Vallcàrquera.
Segons consta en una inscripció situada a la llinda de la porta principal, el molí del Mig fou construït per Marià Cortés l'any 1750 (tot i que no es pot descartar que sigui anterior i aquesta sigui la data d'una reconstrucció o restauració).
Se suposa que la construcció d'aquest molí aniria lligada amb el creixement del nucli urbà de Figaró en època moderna. Es pot dir que el molí de Dalt i el molí del Mig formen part d'un mateix sistema hidràulic.